# Шрейнер, Зденек
Зденек Шрейнер (чеш. Zdeněk Šreiner; 2 июня 1954, Острава — 28 ноября 2017) — чехословацкий футболист, полузащитник, олимпийский чемпион (1980), двукратный чемпион Чехословакии.

## Биография

### Клубная карьера
Начал карьеру в клубе «ВЖКГ Острава». С 1976 года в течение одиннадцати сезонов выступал за «Баник» из Остравы, за это время сыграл 291 матч и забил 33 гола в высшем дивизионе Чехословакии. Дважды, в сезонах 1979/80 и 1980/81, со своим клубом становился чемпионом страны, трижды завоёвывал серебряные медали. В 1978 году стал обладателем Кубка Чехословакии. Неоднократно участвовал в матчах еврокубков — сыграл 10 матчей (1 гол) в Кубке чемпионов, 8 матчей в Кубке обладателей кубков и 14 матчей (3 гола) в Кубке УЕФА. В сезоне 1978/79 стал полуфиналистом Кубка обладателей кубков. В 1979 и 1985 годах становился победителем Кубка Интертото.
В конце карьеры выступал в чемпионатах Франции и Австрии.

### Карьера в сборной
В составе олимпийской сборной Чехословакии стал победителем футбольного турнира Олимпиады-1980 в Москве, в том числе забил гол в полуфинальном матче в ворота Югославии. Всего в составе олимпийской сборной сыграл в 1979—1980 году 9 матчей и забил 1 гол.
Дебютировал в национальной сборной Чехословакии 24 сентября 1980 года в матче против Польши. Всего за сборную сыграл 6 матчей в 1980—1984 годах (все — товарищеские). Также сыграл 2 матча и забил 1 гол за сборную «Б».
Умер 28 ноября 2017 года на 64-м году жизни.